# Setge de Girona de 1653
El setge de Girona de 1653 fou un dels episodis de la Guerra dels Segadors i tingué lloc entre juliol i setembre d'aquell any. S'emmarca dins dels fets de resistència posterior a la caiguda de Barcelona, que va marcar el final de la guerra. Després de quatre mesos la ciutat va caure en mans de les tropes espanyoles.

## Antecedents
A finals de 1652 amb la caiguda de Barcelona i l'evacuació per les tropes franceses de la Catalunya peninsular, la majoria de les poblacions catalanes es passaren al bàndol de Felip IV.
Malgrat tot durant l'any 1653, la Fronda veié la seva fi i si bé encara no acabada del tot, a mitjans de 1653 es trobava reduïda a la rebel·lió del Príncep Condé que feia causa amb els espanyols als Països Baixos i amb un Bordeus assetjat. D'altra banda, al nord de Catalunya, ara en la línia de front, es produïren sublevacions contra les tropes espanyoles.

## El setge de Girona
El 16 de juny de 1653, 4.000 infants i 2.500 cavalls francesos, sota el comandament de Jacques de Rougé de Plessis-Belliére, entraven a Catalunya pel Coll del Pertús i es dirigiren a Castelló d'Empúries on es replegaren les tropes hispàniques. El 22 de juny la trinxera ja estava oberta i poc després s'ocupava la plaça. Allí hi queda de guarnició el regiment d'infanteria de Montpezat. El 12 de juliol de 1653 es posava setge a Girona. Les reproduccions coetànies del setge ens mostren els indrets on acampaven el 24 de juliol els regiments de Auvergne, Navailles(-Saint-Genetz), Harcourt, Gramont, Poitou, Roquelare, Mazancourt, Noirmoutiers i alguns campaments de cavalleria on amb tota seguretat s'estava el regiment de cavalleria de Le Plessis-Bellière, Mazarino cavalleria, Harcourt cavalleria i Anjou cavalleria. El 27 de juliol arribava davant de Girona el Virrei Hocquincourt amb les seves tropes i agafava el comandament. Les tropes reunides a Catalunya eren uns 7.500 infants formats en 316 companyies (efectius teòrics de 12.640 infants) i 4.000 cavalls formats en 160 companyies. Entre les tropes consta la presència dels regiments d'infanteria de: La Reine-Mère, Anjou, Languedoc(-Orléans), Mazarino-italià, Fusellers d'Hoquincourt i Aguilar (català) que devien arribar amb Hocquincourt a Girona i els de cavalleria d'Illes-català (o Dardennes), Cardinal de Sainte Cécile (format per només 3 companyies), La Fare, Aguilar (o Margarit català), Calvisson (abans Zillard-weymarià), Marsilly (abans Schack-weymarià), Avreux i Alais. A més a més probablement hi participaren els regiments d'infanteria d'Estissac, Vaillac i Lochmann (suís) presents en la campanya de 1653 a Catalunya.
Dins de la plaça hi havia 2.000 homes i 500 cavalls que eren formats pel Terç de Barcelona de Francesc Granollachs i de Millàs i el Terç de Barcelona d'Isidre Gorchs i també el de Nacions de Marco-Antonio Genaro, el del Baró de Seebac, el de Pablo de Paradas. També defensaren la ciutat les milícies de Girona formades per 10 companyies de vilatans.
El 12 de juliol els francesos arribaven davant de Girona i després d'un breu intent de resistència a les trinxeres del riu Güell, els hispànics es retiraren. Els francesos incorporarien aquestes trinxeres al seu campament.
El terç irlandès de Richard Grace, de guarnició al fort d'Hostalric, abandonà la plaça i es passà al bàndol francès durant el setge. El seu destí fou fatal, en la derrota de Castellfollit el 1657 els castellans no feren presoners excepte als oficials per a executar-los amb posterioritat (Avisos de Barrionuevo).
Conforme avançava el setge el proveïment de queviures es feu més problemàtic. Així el 31 de juliol els hispànics evacuaren la cavalleria de la vila i sortiren formats en 2 esquadrons. Perseguits per la cavalleria del Baró d'Ales, es dirigiren cap a Palamós i prop de la vila els francesos foren emboscats per la infanteria de presidi a Palamós. Es tractava de 600 irlandesos i el terç italià del Comte Ercole. El Baró d'Alés i el seu fill foren mal ferits i moriren poc després. La cavalleria francesa fou desfeta.
Mentrestant els francesos formaren una bateria de 4 canons (2 d'ells capturats a Castelló d'Empúries) i bombardejaren la muralla de Girona. Els francesos aconseguiren obrir una bretxa a les defenses al costat del convent de Sant Francesc de Paula. Malgrat tot, la bretxa era petita i els 13 i 20 d'agost, sengles atacs francesos foren rebutjats. De fet, els francesos es veieren obligats a assaltar una bretxa massa estreta degut a l'escassedat de pólvora.

## Llevant el setge
La nit del 22 al 23 de setembre es produí l'envestida de l'exèrcit de Joan Josep d'Àustria, amb 5300 homes i 1800 cavalls, combinada amb una sortida del Conestable de Castella amb 1.000 homes i 400 cavalls des de Girona. Aquest estava format pel Regiment de la Guarda (Tinent Coronel Gaspar de la Cueva), terç de Galeras i Navilis (Mestre de Camp Francisco de Velasco), el terç del Baró d'Amato, el terç d'Hércules Visconti (napolità), el terç de Galeres de Flores d'Avila, el terç de Vicenç Magarola de la Ciutat de Barcelona, el terç de la Vegueria de Lleida i Cervera (Mestre de camp Francesc Gilabert), el terç de Pau Areny de la Vegueria de Tremp i la cavalleria comanada pel Baró de Butier formada per les companyies de les guàrdies de Sa Altesa, el tros de Borgonya i Flandes. La vetlla de la batalla morí el Baró de Seebac de malaltia dins de Girona, se li atribuïa l'avançada edat de 90 anys. També hi intervingueren el terç napolità d'Hércules Visconti i el català de Josep Margarola, aixecat per l'ocasió. En mig del combat nocturn els francesos esgotaren la pólvora i hagueren de retirar-se. Cobrí la retirada el regiment d'Harcourt que amb les seves càrregues mantingué a distància els hispànics. No obstant, per part francesa els regiments de La Reine i Anjou foren molt malmesos i el Mazarino-italià pràcticament anihilat. La derrota francesa els obliga a llevar el setge. En la retirada els francesos perdrien un canó i un mig canó.

## Conseqüències
A causa de la derrota l'exèrcit francès es retirà al Rosselló. Malgrat tot no mancà de reforçar la plaça de Roses amb prou tropes com per garantir-ne la seva resistència enfront l'exèrcit espanyol. L'any següent un nou virrei Conti encapçalaria un nou intent de reconquerir Catalunya.